# La moneda de la suerte
La moneda de la suerte es el décimo cuarto y último relato corto de la colección del escritor estadounidense Stephen King, Todo es eventual: 14 relatos oscuros. Fue lanzado inicialmente en la antología Six Stories en 1997.

## Argumento
Darlene Pullen, una madre soltera con dos hijos (una hija adolescente rebelde y un hijo asmático) y un pésimo trabajo como empleada doméstica en un hotel, encuentra en una habitación como propina una moneda de 25 centavos (o quarter) con una nota diciendo que es una "moneda de la suerte". Ella tiene un juego rápido con la moneda en el tragamonedas del hotel y considera que le trae un poco de suerte al ganar $18. Pasando por un casino real, donde sigue probando su suerte, pronto ella consigue ganar miles de dólares.
Parece que todo le está yendo muy bien y luego de dejar de fantasear reaparece de nuevo en la habitación del hotel, sin nada, pero con la moneda de la suerte. Cuando sus dos hijos van a visitarla en el trabajo, ella le regala a su hijo la moneda. Él lo utiliza en jugarlo en el tragamonedas, y este comienza a dar sus frutos tal como lo hizo Darlene cuando imaginaba lo mismo. "Suerte," piensa ella cuando la historia finaliza decidiendo a su vez hacer lo mismo que en su fantasía que tuvo. "Qué suerte, qué suerte la mía."

## Adaptaciones
La historia fue adaptada a una película corta, dirigida por Robert David Cochrane y tiene una duración de 11 minutos. Fue estrenada en 2005.